# 修徳高校バイク退学事件
修徳高校バイク退学事件（しゅうとくこうこうバイクたいがくじけん）は、高校生が校則で禁止されているバイクの運転をしたことによる退学処分が違法であると裁判で争われた事件。

## 概要

### 問題行動
1986年12月、修徳高等学校に在籍する高校生が、バイクの運転免許証取得およびバイク乗車が校則で禁止されているということを承知しながら自動二輪車の運転免許証を取得し、1987年4月に自動二輪車を購入して運転していた。同年12月に高校教諭からバイクに乗らないように注意されて、運転免許証を提出していた。この生徒は、その後の1988年1月上旬から中旬にかけて免許証不携帯で数回バイクに乗車していた。このことは1月20日に電話での通報によって表面化し、2月3日に退学処分が行われた。学校側は自主退学勧告をしたが、母親が拒否して退学処分を求めたため退学処分となった。

### 裁判
1992年3月19日に生徒側からの退学処分が違法であるとする判決が東京高等裁判所で下される。生徒側から退学処分が求められたことにより退学処分とされたが、この件では退学処分までの過程で生徒の今後の改善を確かめたり、他の懲戒処分を行うことを配慮した形跡が無かったなど、学校側の配慮が欠けていたとされた。また、この生徒はバイク問題以外の普段の学校生活では問題のある生徒とはされていなかったため、適切な監督指導を行うことで今後の違法行為を断つことができる可能性があったとした。このため学校側の行った退学処分は合理的裁量の範囲を超えて違法とされた。